# Jimmy Broad
James „Jimmy“ Broad (* 10. November 1891 in Stalybridge; † 22. August 1963 in Chelmsford) war ein englischer Fußballspieler.

## Sportlicher Werdegang
Broad begann mit dem Fußballspielen im Non-League football und wechselte 1911 von Stalybridge Celtic zu Manchester City, kam dort aber ebenso nicht im Ligaspielbetrieb der First Division zum Einsatz wie bei der Folgestation Manchester United. 1913 schloss er sich dem Erstligisten Oldham Athletic an. Hier debütierte er zwar in der First Division, kam aber vor Einstellung des Spielbetriebs in England aufgrund des Ersten Weltkriegs am Ende der Spielzeit 1914/15 nur zu 15 Spieleinsätzen, anschließend spielte er zeitweise in Schottland für Greenock Morton.
Nach Kriegsende spielte Broad für Millwall Athletic in der Third Division und wurde 1921 von Stoke City in die Second Division geholt, der Klub hatte zudem seinen Bruder Tommy Broad von Manchester City geholt. Mit 25 Saisontoren in der Spielzeit 1921/22 krönte er sich einerseits zum Zweitligatorschützenkönig, andererseits führte er den Klub als Tabellenzweiter hinter Nottingham Forest zum Aufstieg in die First Division. Mit 23 Saisontoren war er dort ähnlich erfolgreich, der Klub beendete die Erstliga-Saison 1922/23 als Vorletzter auf einem Abstiegsplatz. Als Tabellensechster verpasste er mit dem Klub den erneuten Aufstieg, anschließend wechselte er über den FC Sittingbourne zum FC Everton in die First Division. Hier konnte er jedoch nicht an die persönlichen Erfolge anknüpfen und war hinter Jack Cock weitgehend nur zweite Wahl, ab 1925 war er daher für den AFC New Brighton und den FC Watford im unterklassigen Bereich der Football League sowie den walisischen Klub Caernarvon Town aktiv.
Nach seinem Karriereende war Broad kurzzeitig im internationalen Fußball als Trainer tätig. Dabei arbeitete er unter anderem bei Deportivo La Coruna, einem Vorgänger des UD Las Palmas, Juventus Turin und dem FC Barcelona, gemeinsam war er zudem mit seinem Ex-Millwall-Mannschaftskameraden Joe Lane als Assistent von Imre Pozsonyi tätig. Daneben war er in der Türkei, der Schweiz, der Niederlande, Norwegen und Südafrika aktiv. Später war er bis zu seinem Tod als Platzwart bei Chelmsford City angestellt.